# Rudi Westendorp
Rudolf Gerardus Johannes (Rudi) Westendorp (Huizen, 9 juni 1959) is hoogleraar ouderengeneeskunde in Leiden en Kopenhagen. Hij is in Europa een van de meest geciteerde auteurs over het onderzoek naar veroudering bij de mens.
Westendorp is gehuwd en heeft twee dochters.

## Loopbaan
Westendorp studeerde geneeskunde aan de Universiteit Leiden en specialiseerde zich daar tot internist. Hij promoveerde in 1993 in Leiden en werd er in 2000 benoemd tot hoogleraar verouderingsonderzoek. Hij was directeur van de Leyden Academy on Vitality and Ageing totdat hij in 2015 in hetzelfde onderzoeksgebied een hoogleraarschap aan de Universiteit van Kopenhagen verwierf. Deze leerstoel werd speciaal voor hem gecreëerd. 
Westendorp is sinds 2009 lid van de wetenschappelijke adviesraad van zowel het Nederlands Interdisciplinair Demografisch Instituut als het Center for Sund Aldring/Center for Healthy Ageing in Kopenhagen. Hij was vanaf 2010 ook enige jaren lid van de 'Fachbeirat' van het Max-Planck-Institut für demografische Forschung in Rostock, een onderzoeksinstituut van de Max-Planck-Gesellschaft.
Tijdens de eerste fase van de coronacrisis in Denemarken in 2020 maakte Westendorp deel uit van het orgaan dat de Deense regering adviseerde over maatregelen tegen de pandemie (het "Deense OMT"). Hij verscheen regelmatig in Deense en Nederlandse media om zijn opinie te geven over de overeenkomsten en verschillen in aanpak tussen beide landen.

## Publicaties (selectie)
Westendorp is (co-)auteur van een 500-tal wetenschappelijke artikelen over veroudering. Naast zijn zuiver wetenschappelijke publicaties schreef hij diverse populair-wetenschappelijke boeken, waarvan vertalingen verschenen in onder meer het Engels, Duits en Italiaans.
- Buiten spel? : de kunst van het oud worden (foto's van Jan den Hengst). Inmerc, Wormer, 2006.
- Oud worden zonder het te zijn : over vitaliteit en veroudering. Atlas Contact, Amsterdam, 2014.
- Oud worden in de praktijk : laat de omgeving het werk doen (co-auteur David van Bodegom). Atlas Contact, Amsterdam, 2015.
- 10 jaar cadeau : een nieuwe aanpak om langer gezond te leven (co-auteur David van Bodegom). Atlas Contact, Amsterdam, 2021.

- Gemeinsame Normdatei: 1067465472
- International Standard Name Identifier: 0000 0003 8756 0299
- Library of Congress Control Number: nb2018013359
- Nederlandse Thesaurus van Auteursnamen: 106587633
- ORCID: 0000-0002-0672-8372
- Virtual International Authority File: 280572029
- WorldCat: E39PBJpdVGCTfHDKRhfJJ9vmBP